# Karlskrona tingsrätt
Karlskrona tingsrätt var en tingsrätt i Blekinge län. Karlskrona tingsrätts domsaga omfattade Karlskrona kommun. Domsagan låg under Hovrätten över Skåne och Blekinge. Tingsrätten hade kansli i Karlskrona. Tingsrätten med dess domsaga uppgick 2001 i Blekinge tingsrätt och dess domsaga.

## Administrativ historik
Tingsrätten bildades vid tingsrättsreformen 1971 av Karlskrona rådhusrätt och samtidigt bildades dess domsaga av domkretsen för rådhusrätten och området, Lyckeby landskommun som samtidigt uppgick i Karlskrona kommun. 1974 överfördes från Östra och Medelstads domsaga de delar av Östra härad som inte redan 1971 uppgått i Karlskrona kommun samt de delar av Medelstads härads område som samtidigt gick upp i Karlskrona kommun. Tingsrätten med dess domsaga uppgick 1 juli 2001 i Blekinge tingsrätt och dess domsaga.

## Lagmän
- 1971-1983: Gunnar Ohlsson
- 1984-1998: Hans Hedvall
- 1998-2001: Peter Rosén